# Stelningskrympning
Stelningskrympning, även kallat sugning, är en defekt som kan inträffa vid gjutning. Ett materials fasta fas har ofta högre densitet än dess likvida fas varför materialet krymper och så kallade krympporer skapas. Porositet försvagar materialets mekaniska egenskaper och gör det sprött. Stelningskrympning motverkas genom att mer smälta matas in under stelningsförloppet även om man inte alltid lyckas fullt ut.
Tittar man på en krympningsdefekt i mikroskop karaktäriseras denna av en taggig yta med dendriter.
Krympporer kan också inträffa när en kanal till en hålighet stelnar innan håligheten har fyllts ut ordentligt. För att motverka detta kan man antingen isolera kanalen så den stelnar senare eller kyla håligheten så att denna stelnar snabbare. Ett annat sätt är att tillsätta en extra matare från ett isolerat system till håligheten.